# 真达 (鄯善国)
真达（?—?），南北朝时西域鄯善国（又名楼兰）的末代国王。
北魏太平真君二年（441年）北凉残余势力进攻鄯善，鄯善王比龙逃至且末国。他作为太子，向北凉投降。沮渠无讳立之为鄯善王。真达禀承沮渠无讳旨意，封闭碛道，剽掠魏使。
太平真君三年（442年）魏太武帝诏散骑常侍、成周公万度归发凉州兵、统兵五千西征。
太平真君四年（443年），北魏西征鄯善，太平真君六年（445年）万度归兵临其国，真达无力抵抗，面缚出降。万度归释其缚。留军屯守，班师还朝。真达归附北魏，被押送至北魏首都平城（今山西省大同市），受到优待。真达在内地去世。北魏以韩拔为征西将军、领护西戎校尉、鄯善王，镇守鄯善，把它当作郡县。鄯善国自秦汉之际建立，至此灭亡，长达六百余年。